# Theodor von Heuglin

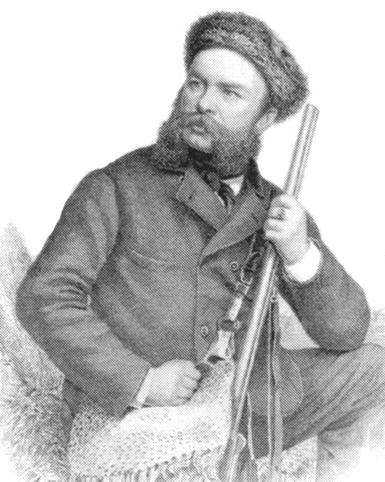
Theodor von Heuglin

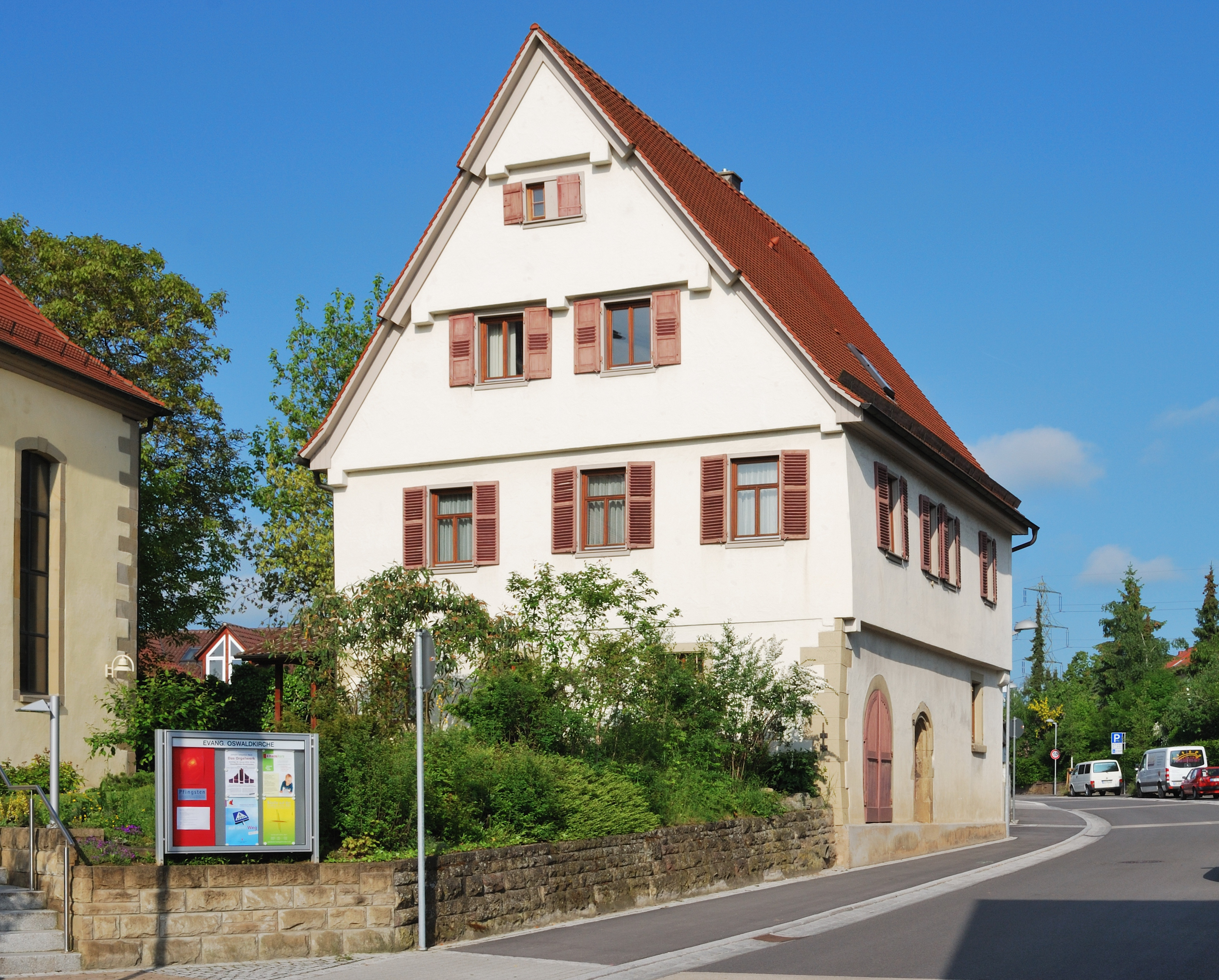
Altes Pfarrhaus in Hirschlanden, Theodor Heuglins Geburtshaus

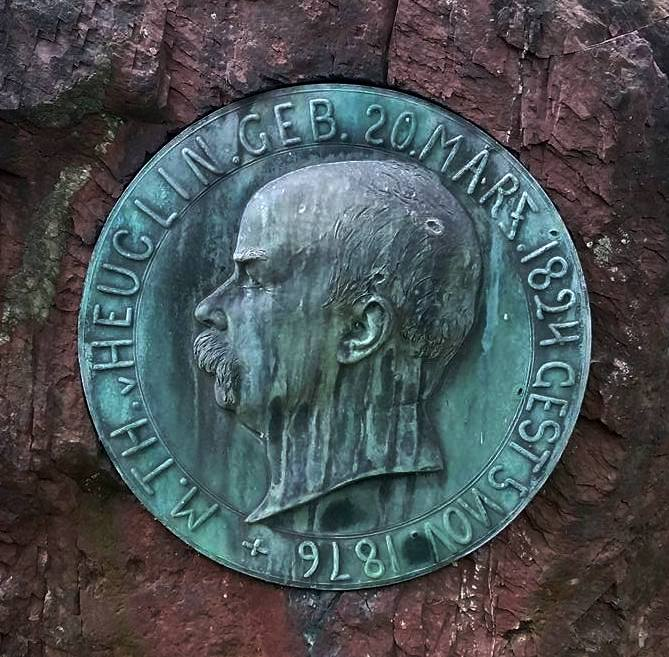
Porträtmedaillon am Grab Heuglins auf dem Stuttgarter Pragfriedhof

Martin Theodor von Heuglin (* 20. März 1824 in Hirschlanden in Württemberg; † 5. November 1876 in Stuttgart) war ein Afrika- und Polarforscher sowie Ornithologe.

## Leben
Theodor Heuglin wurde als ältestes von sechs Kindern des evangelischen Pfarrers Ludwig Friedrich Heuglin (1797–1846) und seiner Frau Wilhelmine Friderike, geb. Hildebrand, verw. Mayer (1801–1860) geboren. Nach dem Besuch des Gymnasiums studierte er im Alter von 15 Jahren Metallurgie in der Wissenschaftlichen Bildungsanstalt in Ludwigsburg. 1842/43 besuchte Heuglin das Polytechnikum in Stuttgart. Im ersten Halbjahr 1843 arbeitete er als Praktikant bei den Württembergischen Eisenwerken in Königsbronn, 1845–1847 als Assistent bei der Fürstlich Fürstenbergischen Amalienhütte.
Seine erste Afrikareise unternahm er 1850 nach Ägypten, nachdem er seinen Beruf als Angestellter bei den Hüttenwerken aufgegeben hatte. In Ägypten erlernte er die arabische Sprache und unternahm Ausflüge in die Gebirge zwischen dem Roten Meer und dem Nil und ins Peträische Arabien.
Im Mai 1852 zum österreichischen Konsulatssekretär in Khartum ernannt, ging er mit Konstantin Reitz, dem österreichischen Konsul in Khartum, über Gedaref und Gallabat bis Gonder und in die Landschaft des Simien-Gebirges und berichtete darüber in den Reisen in Nordostafrika (Gotha 1857). An die Stelle von Reitz, der 1853 starb, zum Gerenten des österreichischen Konsulats ernannt, bereiste Heuglin den Weißen Nil und Kurdufan. 1855 ging er nach Wien. Dort stellte er eine erste systematische Übersicht der Vögel Nordostafrikas mit 754 Arten zusammen. Anfang 1856 besuchte er erneut den Ostsudan, untersuchte die Bajudasteppe und bereiste 1857 die Küstenländer des Roten Meers, bis seine geschwächte Gesundheit ihn zwang, nach Europa zurückzukehren. Hier blieb er von Ende 1858 bis Ende 1860, ordnete seine Sammlungen und beschrieb seine Reisen. Im Jahr 1860 wurde er zum Mitglied der Leopoldina gewählt.
1860 wurde er von August Petermann und Heinrich Barth zum Leiter einer Expedition ernannt, die das Schicksal des seit 1855 verschollenen Afrikaforschers Eduard Vogel aufklären sollte. Weitere Teilnehmer dieser Expedition waren Hermann Steudner, Gottlob Theodor Kinzelbach (1822–1867), Werner Munzinger, Martin Ludwig Hansal und Hermann Schubert (1830–1863). Alexandria war Ausgangspunkt für die Reise nach Wadai, wo Vogel verschollen war. Am 17. Juni 1861 erreichte die Expedition Massaua, blieb während der Regenzeit in den hohen Bogosländern, ging dann aber nicht direkt nach Khartum, sondern machte vielmehr einen weiten Umweg durch Abessinien bis über Gondar hinaus, worauf Munzinger und Kinzelbach sich von ihm trennten und den vergeblichen Versuch machten, über Darfur in Wadai einzudringen.
Heuglin drang bis in die Gallaprovinz vor und traf sich am 4. April 1862 mit dem abessinischen Kaiser Theodor II. (Twodoros). Freundschaftliche Beziehungen zu ihm bestanden bereits seit Heuglins 1. Expedition im Jahr 1853. Das Komitee entzog darauf Heuglin die Leitung der Expedition. Die Ergebnisse der Expedition sind in dem Werk Die deutsche Expedition in Ostafrika 1861 und 1862 (Gotha 1864) beschrieben.
Heuglin schloss sich nun 1863 in Begleitung von Hermann Steudner der Expedition der holländischen Abenteurerin Alexine Tinne an, fuhr mit ihr den Bahr al-Ghazal hinauf bis zum See Rek und setzte von hier seine Reise bis zum Fluss Dembo fort, den er am 17. Juli 1863 erreichte. Zuvor war Steudner bereits am Waufluss am 10. April 1863 gestorben. Auch Heuglin erkrankte und war dadurch gezwungen, mit Alexine Tinne, deren die Expedition begleitende Mutter ebenfalls gestorben war, nach Khartum und im September 1864 über Berbera, Sawakin und Sues nach Europa zurückzukehren.
1870 bis 1871 unternahm Heuglin Reisen nach Spitzbergen und nach der Insel Nowaja Semlja (Reiseberichte in Petermanns Mitteilungen von 1871 bis 1874 und in Ergänzungsheft Nr. 15). 1875 bereiste er das Gebiet der Beni-Amer; wieder in Europa zurück, bereitete er sich auf eine Expedition zur Insel Sokotra vor, zu der es nicht mehr kam. Heuglin starb am 5. November 1876 in Stuttgart. Seine letzte Ruhestätte fand er auf dem dortigen Pragfriedhof. Das Medaillon auf dem zwei Meter hohen Block aus rötlichem Tonschiefer wurde von Joseph von Kopf entworfen und durch den Erzgießer Wilhelm Pelargus in Stuttgart gegossen.

## Ehrungen
1855 erhielt Heuglin den Orden der Württembergischen Krone, mit dem der persönliche Adelsstand verbunden war.
Nach Heuglin sind im deutsch- bzw. englischsprachigem Raum 10 Vogel- und drei Säugetier-Taxa benannt:
- Heuglinbrillenvogel (Bergbrillenvogel) (Zosterops poliogastrus)
- Heuglin-Rotkehlchen, bzw. Weißbrauen-Rötel (Cossypha heuglini)
- Heuglinschnäpper (Batis orientalis)
- Heuglinzistensänger (Cisticola marginatus)
- Heuglin-Steinschmätzer (Oenanthe heuglini)
- Heuglin-Trappe (Neotis heuglinii)
- Heuglinweber (Ploceus heuglini)
- Heuglin’s cursor bzw. Bindenrennvogel (Rhinoptilus cinctus)
- Heuglin’s gull bzw. Tundramöwe (Larus fuscus heuglini)
- Heuglin's spurfowl bzw. Gelbschnabelfrankolin (Pternistis icterorhynchus)
- Heuglin-Husarenaffe
- Heuglin-Gazelle (Eudorcas tilunora), von manchen Autoren auch als Unterart Eudorcas rufifrons tilonura der Rotstirngazelle (Eudorcas rufifrons) betrachtet.
- Heuglin-Streifengrasmaus

Der nördlichste Punkt der Insel Edgeøya im Spitzbergen-Archipel heißt heute Kap Heuglin. In Sabine-Land auf Spitzbergen ist der Gletscher Heuglinbreen nach Theodor von Heuglin benannt. Zudem trägt der Mount Heuglin im Northern Territory von Australien seinen Namen.
In seinem Geburtsort Ditzingen-Hirschlanden wurden die Gemeinschaftsschule und eine Straße nach ihm benannt. In Stuttgart erinnert der Heuglinweg und in München die Heuglinstraße an den Naturforscher.

## Weitere Schriften
- Systematische Übersicht der Vögel Nord-Ost-Afrika’s mit Einschluss der arabischen Küste des Rothen Meeres und der Nil-Quellen-Länder südwärts bis zum 4. Grade nördl. Breite. Wien 1856 (Online)
- Reisen in Nord-Ost-Afrika. Tagebuch einer Reise von Chartum nach Abyssinien, mit besonderer Rücksicht auf Zoologie und Geographie unternommen in dem Jahre 1852 bis 1853 ; mit einer Karte, einem Gebirgs-Durchschnitte und 3 Bildern, Perthes, Gotha 1857 (Digitalisat)
- Die deutsche Expedition in Ost-Afrika 1861 und 1862. Justus Perthes, Gotha 1864 (mit Gottlob Theodor Kinzelbach, Werner Munzinger und Hermann Steudner, Online)
- Systematische Übersicht der Säugetiere Nordost-Afrika’s mit Einschluss der arabischen Küste, des Rothen Meeres, der Somali- und der Nilquellen-Länder, südwärts bis zum 4. Grade nördl. Breite. Wien 1866 (mit Leopold Fitzinger)
- Reise nach Abessinien, den Gallaländern, Ostsudán und Chartúm. Hermann Costenoble, Jena 1868, (Online)
- Die Ornithologie Nordost-Afrika’s, der Nilquellen- und Küsten-Gebiete des Rothen Meeres und des nördlichen Somal-Landes. Theodor Fischer, Kassel 1869–1873, Band 1-1, Band 1-2, Band 2-1, Band 2-2
- Reise in das Gebiet des Weißen Nils und seiner westlichen Zuflüße in den Jahren 1862–1864. Winter’sche Verlagsbuchhandlung, Leipzig 1869 (Online)
- Reisen nach dem Nordpolarmeer. 2 Bände., George Westermann, Braunschweig 1872–1873 (Online)
- Reise in Nordost-Afrika. Schilderungen aus dem Gebiete der Beni Amer und Habab nebst zoologischen Skizzen und einem Führer für Jagdreisende. George Westermann, Braunschweig 1877, Band 1, Band 2